# Amor dammi quel fazzolettino
Amor dammi quel fazzolettino è un canto popolare italiano, composto da un autore anonimo prima del XIX secolo. Il testo è stato evidentemente modificato nel tempo in qualche parte, visto che si menziona il ferro a vapore, la cui nascita risale al 1926.

## Significato
La canzone è una rappresentazione dell'amore espresso attraverso gesti semplici e quotidiani. Il testo ruota attorno al gesto di lavare, asciugare e stirare un fazzoletto, metafora della cura e dell'affetto che la protagonista prova per la persona amata. Ogni fase del processo è permeata d'amore, trasformando gesti banali in atti di devozione. La ripetizione di frasi come ogni sbattuta è un sospiro d'amor e ogni piega è un bacino d'amor sottolinea la profondità del sentimento e il significato di questi piccoli gesti.
Nelle strofe finali, la canzone si rivolge a coloro che sostengono che l'amore non sia bello, suggerendo che queste persone non lo comprendano veramente: C'è chi dice l'amor non è bello.... certo quello l'amor non sa far.

## Interpreti
- 1953, Coro della SAT
- 1963, Yves Montand[5]
- 1971, Gigliola Cinquetti[6]
- Orietta Berti
- 1973, Amália Rodrigues[7] negli album Amalia in Italia (1974) e  Il Recital di Maria Carta e Amalia Rodriguez (2012)
- Betty Curtis
- Titti Bianchi
- Sandie Shaw
- 2009 I Girasoli